# アイマイモコ
「アイマイモコ」は、日本の声優・歌手である水瀬いのりの楽曲。作詞・作曲はHaggy Rockが担当している。水瀬の4枚目のシングルとして2017年8月9日にKING AMUSEMENT CREATIVEより発売された。
水瀬が出演したTVアニメ『徒然チルドレン』のオープニングテーマであり、水瀬が初めてTVアニメのオープニングテーマを担当した楽曲である。

## 背景、制作
TVアニメ『徒然チルドレン』のオープニングテーマとしてアニメの持つ魅力を活かすことを前提に楽曲が作られ、少し聞いただけで恋の歌だと分かるようにというテーマで制作された。ただし、水瀬は「アイマイモコ」は自身が演じるヒロイン・高野千鶴としてではなく自分として歌っていると話している。ニュアンスを込めることを意識して録音されており、水瀬はミュージカルに近い感覚で歌詞の「言葉の意味の表情」になって歌ったと話している。
これまでの作品と同様に水瀬は選曲から関わっており、原作の大ファンである作詞・作曲のHaggy Rockによる歌詞を読んだときに「これは間違いなく『徒然チルドレン』の歌詞だ」と感じたと話している。

## リリース、プロモーション
2017年8月9日にKING AMUSEMENT CREATIVEより発売された。初回封入特典として「特製トレカ」が封入されたほかに、特定の販売店で購入した場合は先着で各チェーン店ごとに全12種類のブロマイドやクリアファイルなどが特典として配布された。また、台湾盤が2017年8月11日にWarner Music Taiwan（中国語: 华纳音乐 (台湾)）より発売された。
この楽曲は2017年6月18日放送の文化放送のラジオ番組『水瀬いのり MELODY FLAG』で初めてオンエアされた。そのほかにも多数のラジオ番組に水瀬が出演・コメント出演をして曲の紹介を行った。また、水瀬が表紙を飾った声優情報誌『B.L.T. VOICE GIRLS』Vol.31など複数の雑誌にインタビュー記事・広告が掲載され、複数のWebメディアにも曲に関する水瀬のインタビュー記事が掲載された。
2017年8月16日から8月22日には福家書店新宿サブナード店前の大型ビジョンでMVスポット映像が放映された。また、2017年7月28日から9月5日にはJR東日本の4駅に大型看板が掲出され、2017年8月7日から8月20日には秋葉原駅電気街口駅前街頭にフラッグが掲出された。2017年8月8日から8月20日にはAKIHABARAゲーマーズ本店でジャケット撮影で使用された「あみだくじ」やスタンディパネルが展示された。

## アートワーク、ミュージック・ビデオ
ジャケット写真は「アイマイモコ」をあみだくじで表現している。レトロポップをイメージしていて、水瀬はあみだくじの中に「アイマイモコ」のタイトルが隠れているのがポイントだと話している。
ミュージック・ビデオのコンセプトは「恋する女の子」である。好きな人か友達が家に来ることになり、おめかししておしゃれな料理を作るというストーリーになっている。これまでの楽曲のミュージック・ビデオでは雲の上で歌ったりキャンドルに包まれる幻想的な世界といったようなイメージだったのに対して、「アイマイモコ」では日常を切り取ったような映像になっている。

## ライブ・パフォーマンス
2017年12月2日に開催された水瀬の1stライブ『水瀬いのり 1st LIVE Ready Steady Go!』や、2018年6月から7月にかけて開催された1stライブツアー『Inori Minase LIVE TOUR 2018 BLUE COMPASS』などで披露された。2018年8月25日に行われた『アニメロサマーライブ2018 "OK"』の2日目には声優の内田真礼とのコラボレーションとして「アイマイモコ」を二人で歌唱した。
「アイマイモコ」が披露される際には、ファンによって水瀬のテーマカラーである水色のペンライトに加えてピンク色のペンライトが用いられることがある。

## シングル収録内容
| #         | タイトル                 | 作詞       | 作曲       | 編曲                 | 時間  |
| --------- | ------------------------ | ---------- | ---------- | -------------------- | ----- |
| 1.        | 「アイマイモコ」         | Haggy Rock | Haggy Rock | 白戸佑輔             | 4:21  |
| 2.        | 「リトルシューゲイザー」 | 中山真斗   | 中山真斗   | 中山真斗             | 4:04  |
| 3.        | 「夏夢」                 | 森村メラ   | 松本サトシ | 遠藤直弥・松本サトシ | 4:59  |
| 合計時間: | 合計時間:                | 合計時間:  | 合計時間:  | 合計時間:            | 13:24 |

## 参加アーティスト
- All vocals & chorus：水瀬いのり

| アイマイモコ - Drums：北村望 - Percussion：岩澤駿 - Bass：櫻井陸来 - Guitar：沢頭たかし - Violin：高井敏弘, 横島礼理 - Viola：中村洋乃理 - Cello：村井 智 - All other instruments & programming：白戸佑輔 | リトルシューゲイザー - Drums：比田井修 - Bass：須長和広 - Guitar & programming：中山真斗 | 夏夢 - Guitar：溝下創 - Bass：高井淳 - Drums：早川誠一郎 - Piano：岩瀬聡志 - All other instruments & programming：遠藤直弥 |

## メディアでの使用
| # | 曲名             | タイアップ                                       | 出典   |
| - | ---------------- | ------------------------------------------------ | ------ |
| 1 | 「アイマイモコ」 | テレビアニメ『徒然チルドレン』エンディングテーマ | [ 23 ] |

## リリース日一覧
| 地域 | リリース日    | レーベル                                       | 規格                   | 規格品番   |
| ---- | ------------- | ---------------------------------------------- | ---------------------- | ---------- |
| 日本 | 2017年8月9日  | KING AMUSEMENT CREATIVE                        | CD                     | KICM-1783  |
| 日本 | 2017年8月9日  | KING AMUSEMENT CREATIVE                        | デジタル・ダウンロード |            |
| 台湾 | 2017年8月11日 | Warner Music Taiwan（中国語: 华纳音乐 (台湾)） | CD                     | 5419783412 |

## チャート
| チャート                                | 最高 順位 | 出典   |
| --------------------------------------- | --------- | ------ |
| 日本・オリコン 週間CDシングルランキング | 12        | [ 2 ]  |
| Billboard Japan Hot 100                 | 13        | [ 24 ] |
| Billboard Japan Hot Animation           | 9         | [ 25 ] |
| Billboard Japan Hot Singles Sales       | 14        | [ 26 ] |

## 収録作品

### アルバム
| 楽曲         | アルバム         | 発売日        | 備考                  |
| ------------ | ---------------- | ------------- | --------------------- |
| アイマイモコ | 『BLUE COMPASS』 | 2018年5月23日 | 2ndオリジナルアルバム |

### 映像作品
| 楽曲                 | アルバム                                     | 発売日         | 備考                      |
| -------------------- | -------------------------------------------- | -------------- | ------------------------- |
| アイマイモコ         | 『Inori Minase 1st LIVE Ready Steady Go!』   | 2018年4月4日   | 1stライブBlu-ray          |
| アイマイモコ         | 『Inori Minase LIVE TOUR 2018 BLUE COMPASS』 | 2018年10月17日 | 2ndライブBlu-ray          |
| アイマイモコ         | 『Inori Minase MUSIC CLIP BOX』              | 2019年6月26日  | 1stミュージッククリップ集 |
| リトルシューゲイザー | 『Inori Minase 1st LIVE Ready Steady Go!』   | 2018年4月4日   | 1stライブBlu-ray          |
| 夏夢                 | 『Inori Minase LIVE TOUR 2018 BLUE COMPASS』 | 2018年10月17日 | 2ndライブBlu-ray          |